# Lægerneset
Lægerneset (ang. Camp Point) – przylądek po wschodniej stronie Recherchefjorden na Spitsbergenie.
Nazywany był „Głową wala” (ang. Whale Head) czy też „Miejscem Edge’a” (ang. Edge’s Point), na cześć angielskiego podróżnika i wielorybnika Thomasa Edge’a. Na początku XVII w. na brzegu znajdowała się siedziba wielorybników angielskich. Nad przylądkiem góruje Maria Theresiatoppen o wysokości 653 m n.p.m.